# Samanera

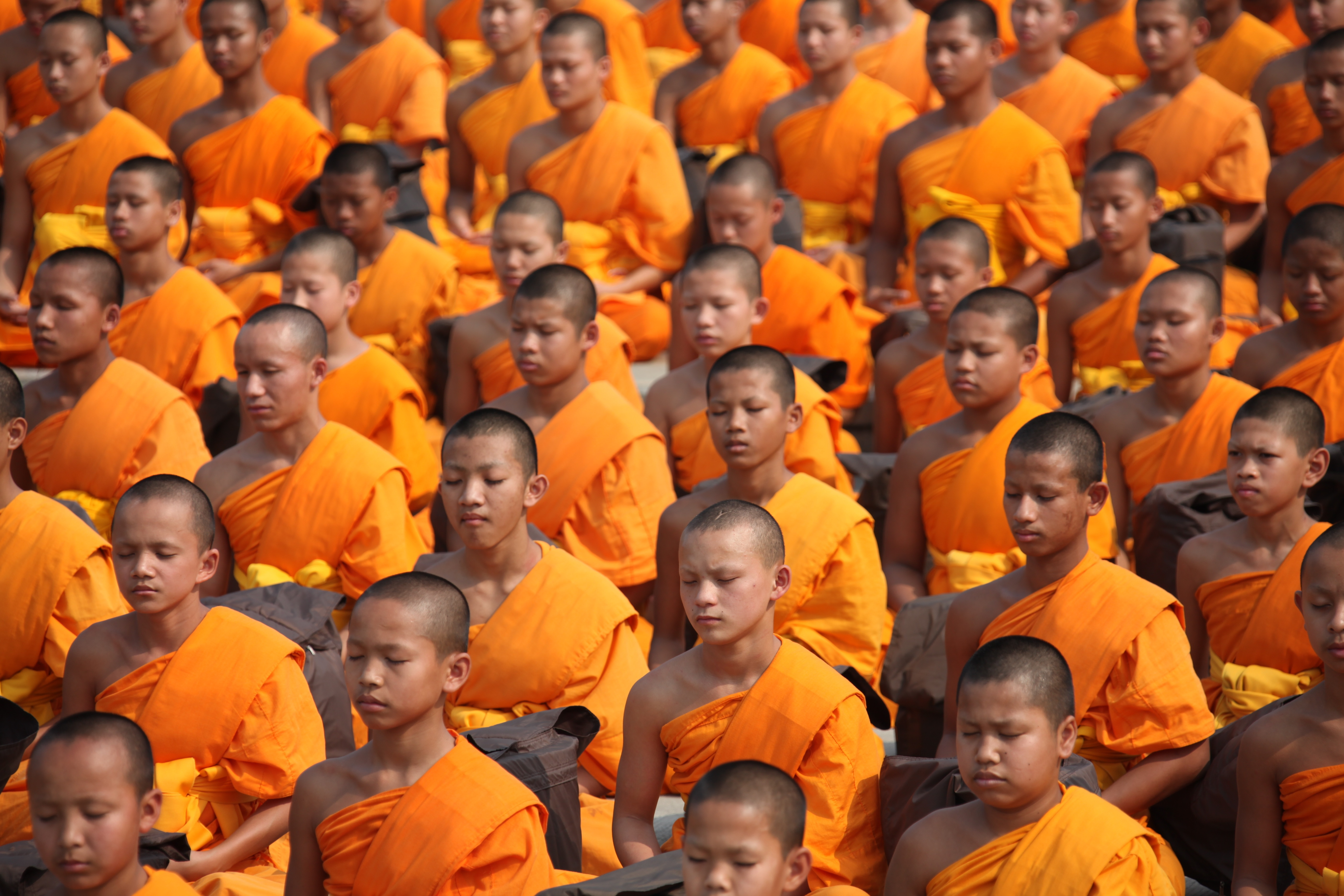
Śrāmaṇeras na Tailândia

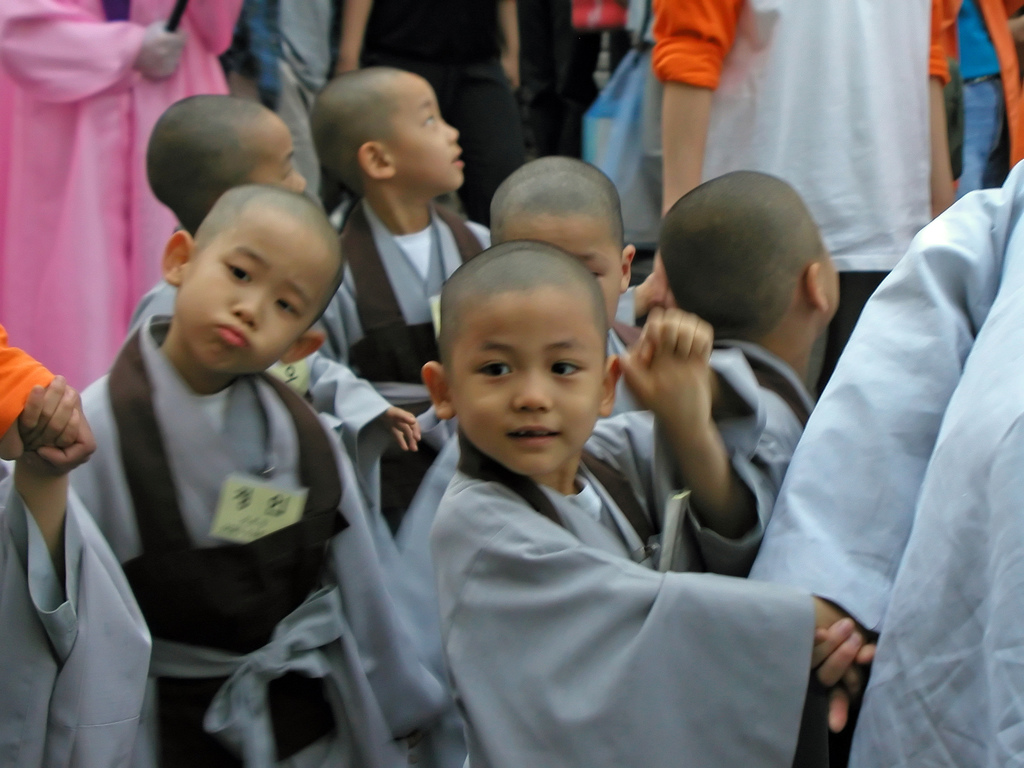
Śrāmaṇeras na tradição do budismo coreano

Um sāmaṇera (páli); sânscrito śrāmaṇera, é um noviço do sexo masculino num contexto referente ao monasticismo budista. Uma noviça do sexo feminino é denominada śrāmaṇerī ou śrāmaṇerikā (sânscrito; páli: sāmaṇerī).

## Etimologia
O termo sāmaṇera é um diminutivo páli equivalente ao termo sânscrito śrāmaṇera, que indica um praticante do ascetismo. Assim sendo, sāmaṇera equivale a significar "pequeno/menor/jovem renunciante". Em algumas tradições budistas do Sul e do Sudeste Asiático, o termo refere-se a algum que fez os votos iniciais (pabbajja) mas ainda não chegou à grande ordenação (upasampada). As regras do patimokkha não se aplicam a eles e eles não tomam parte na recitação das regras no dias de uposatha.
A palavra sânscrita śrāmaṇerikā é a forma feminina de śrāmaṇera.

## História
O relato abaixo na literatura do budismo do Sul da Ásia (e adotado por outras escolas budistas) é o de que quando o filho de Gautama Buddha, Rāhula, tinha sete anos de idade, ele seguiu Buda, dizendo-lhe: "dê-me minha herança". Buda então chamou Sariputta e pediu-lhe que ordenasse Rāhula, que se tornou o primeiro sāmaṇera.
O rei (Śuddhodana), descobrindo que agora seu neto e vários jovens da família real requereram a ordenação, pediu a Buda que ordenasse um menor apenas com o consentimento de seus pais ou guardiões. Buda concordou. Esta regra foi expandida para incluir os esposos dos pretendentes a ingressar nas ordens de monges e monjas".

## Resumo

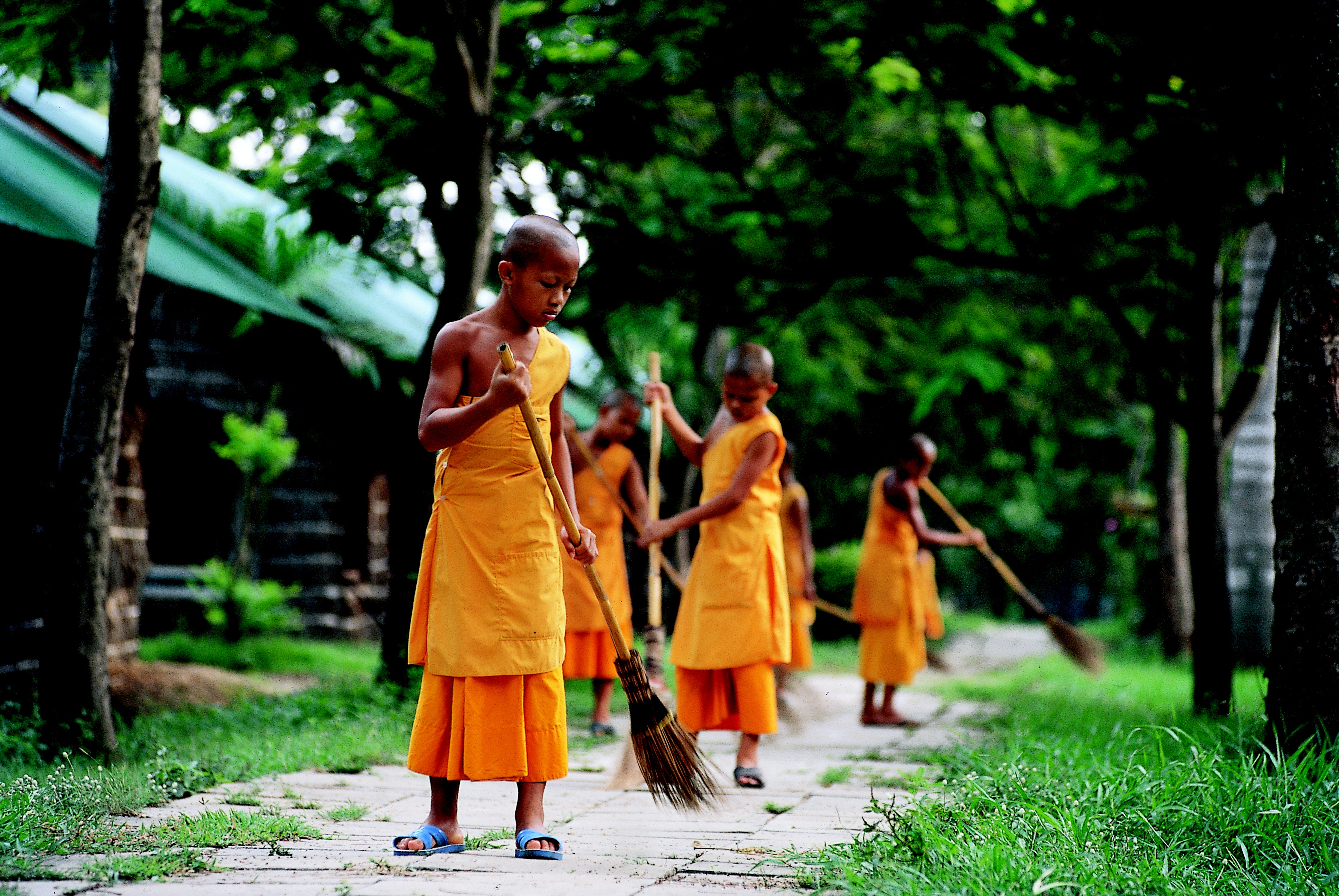
Noviços tailandeses varrendo a área do templo.

De acordo com o vinaia (as regras monásticas do budismo) usadas por muitos grupos budistas do sudeste asiático, um homem de menos de 20 anos não pode ser ordenado como bico (monge), mas pode sê-lo como sāmaṇera. Sāmaṇeras (e sāmaṇerīs – o equivalente feminino) mantêm os Dez Preceitos como seu código de comportamento e dedicam-se à vida religiosa nos períodos fora da vida escolar ou em conjunto com ela se buscarem a ordenação formal. Em outras culturas e tradições budistas (tais como no Extremo Oriente e no Ocidente), os monges fazem votos diferentes e seguem outras regras.
Os Dez Preceitos seguidos pelos sāmaṇeras são os seguintes:
1. Não matar quaisquer coisas vivas.
2. Não roubar;
3. Abster-se de condutas não castas (sensualidade, sexualidade, luxúria);
4. Abster-se de mentir;
5. Abster-se de consumir substâncias intoxicantes.
6. Abster-se de comer em horas inapropriadas (após o meio-dia).
7. Abster-se de cantar, dançar, tocar música ou de tomar parte em programas de entretenimento (performances).
8. Abster-se de usar perfumes, cosméticos e guirlandas (i.é, acessórios decorativos em geral);
9. Abster-se de sentar em cadeiras altas e de dormir em camas luxuosas, macias;
10. Abster-se de aceitar dinheiro.

## Transição para a ordenação maior
Após um ano de noviciado ou ao atingir 20 anos de idade, um sāmaṇera será considerado para a ordenação maior (upasampada) como bico. Alguns mosteiros exigem dos que querem se ordenar monges como noviços por um determinado período de tempo, a fim de preparação e familiarização com a vida monástica. Os adultos normalmente vestem branco, tal como um brâmane.

## Ordenação de mulheres
Uma mulher deve ser ordenada, de acordo com o vinaia, por um monge e por uma monja, primeiro como śrāmaṇerī. Śrāmaṇeras e śrāmaṇerīs seguem os cinco preceitos como código de comportamento.
Após um ano de noviciado ou ao chegar aos 20 anos de idade, ela será ordenada como bicunim (páli: bhikkhunī).